# ウィリアム・クレイグ
ウィリアム・クレイグ（William James Craig、1843年11月6日 – 1906年12月23日）は、イギリスのウィリアム・シェイクスピアの研究家である。ロンドン留学中の夏目漱石の個人教授を務めた。夏目漱石の『永日小品』の中で「クレイグ先生」という作品がある。
アイルランド、ロンドンデリー県のマコスキンで生まれた。父親は聖公会の牧師であった。1861年にダブリンのトリニティ・カレッジに入学し、1865年にBA、1870年にMAを取得した。その後4年間、トリニティ・カレッジで文学と歴史の講師を務めた。
1874年にロンドンに移り、役人や軍人の資格試験のための個人教師を務め、アベリストウィスのユニバシティ・カレッジの英語教授となった。クレイグが編集してオックスフォード大学出版局から上梓されたシェイクスピア全集は戯曲『シンベリン』から始まり、1891年に出版された。1901年から個人教師を続けながら、友人エドワード・ダウデンの後をついで、アーデン版シェイクスピアの編集者の一人となった。個人教授を受けた人物には夏目漱石がいる。